# Brian Abel Luciatti
Abel Luciatti (Morón, Buenos Aires, Argentina; 18 de febrero de 1993) es un futbolista argentino de ascendencia paraguaya. Juega de defensor en Cerro Porteño, de la Primera División de Paraguay.

## Estadísticas

### Clubes
Actualizado hasta su último partido disputado el 26 de enero de 2025.
| Club                         | Div.          | Temporada     | Liga  | Liga  | Copas nacionales | Copas nacionales | Torneos internacionales | Torneos internacionales | Total | Total |
| Club                         | Div.          | Temporada     | Part. | Goles | Part.            | Goles            | Part.                   | Goles                   | Part. | Goles |
| ---------------------------- | ------------- | ------------- | ----- | ----- | ---------------- | ---------------- | ----------------------- | ----------------------- | ----- | ----- |
| C. A. San Lorenzo Argentina  | 1.ª           | 2011-12       | —     | —     | 3                | 0                | —                       | —                       | 3     | 0     |
| C. A. San Lorenzo Argentina  | Total club    | Total club    | 0     | 0     | 3                | 0                | 0                       | 0                       | 3     | 0     |
| Club Almagro Argentina       | 3.ª           | 2014          | 17    | 2     | —                | —                | —                       | —                       | 17    | 2     |
| Club Almagro Argentina       | 3.ª           | 2015          | 35    | 0     | 1                | 0                | —                       | —                       | 36    | 0     |
| Club Almagro Argentina       | 2.ª           | 2016          | 19    | 0     | 1                | 0                | —                       | —                       | 20    | 0     |
| Club Almagro Argentina       | 2.ª           | 2016-17       | 21    | 2     | 3                | 0                | —                       | —                       | 24    | 2     |
| Club Almagro Argentina       | Total club    | Total club    | 92    | 4     | 5                | 0                | 0                       | 0                       | 97    | 4     |
| Renofa Yamaguchi F. C. Japón | 2.ª           | 2017          | 12    | 0     | —                | —                | —                       | —                       | 12    | 0     |
| Renofa Yamaguchi F. C. Japón | Total club    | Total club    | 12    | 0     | 0                | 0                | 0                       | 0                       | 12    | 0     |
| C. A. Platense Argentina     | 2.ª           | 2018-19       | 23    | 2     | 1                | 0                | —                       | —                       | 24    | 2     |
| C. A. Platense Argentina     | Total club    | Total club    | 23    | 2     | 1                | 0                | 0                       | 0                       | 24    | 2     |
| San Martín (T) Argentina     | 2.ª           | 2019-20       | 15    | 1     | 1                | 0                | —                       | —                       | 16    | 1     |
| San Martín (T) Argentina     | Total club    | Total club    | 15    | 1     | 1                | 0                | 0                       | 0                       | 16    | 1     |
| C. A. Tigre Argentina        | 2.ª           | 2020          | 6     | 1     | 3                | 0                | 2                       | 0                       | 11    | 1     |
| C. A. Tigre Argentina        | 2.ª           | 2021          | 19    | 0     | —                | —                | —                       | —                       | 19    | 0     |
| C. A. Tigre Argentina        | 1.ª           | 2022          | 24    | 0     | 14               | 0                | —                       | —                       | 38    | 0     |
| C. A. Tigre Argentina        | 1.ª           | 2023          | 24    | 3     | 15               | 2                | 7                       | 1                       | 46    | 6     |
| C. A. Tigre Argentina        | Total club    | Total club    | 73    | 4     | 32               | 2                | 9                       | 1                       | 114   | 7     |
| C. A. Lanús Argentina        | 1.ª           | 2024          | 13    | 0     | 12               | 0                | 8                       | 0                       | 33    | 0     |
| C. A. Lanús Argentina        | Total club    | Total club    | 13    | 0     | 12               | 0                | 8                       | 0                       | 33    | 0     |
| Cerro Porteño Paraguay       | 1.ª           | 2025          | 1     | 0     | —                | —                | —                       | —                       | 1     | 0     |
| Cerro Porteño Paraguay       | Total club    | Total club    | 1     | 0     | 0                | 0                | 0                       | 0                       | 1     | 0     |
| Total carrera                | Total carrera | Total carrera | 229   | 11    | 54               | 2                | 17                      | 1                       | 300   | 14    |
| 1. 2. 3.                     |               |               |       |       |                  |                  |                         |                         |       |       |

## Palmarés

### Torneos nacionales
| Torneo           | Club        | País      | Año  |
| ---------------- | ----------- | --------- | ---- |
| Primera Nacional | C. A. Tigre | Argentina | 2021 |